# Кнобельсдорф, Георг Венцеслаус фон
Георг Венцеслаус фон Кнобельсдорф (нем. Georg Wenzeslaus von Knobelsdorff; 17 февраля 1699[…], Кросно-Оджаньске — 16 сентября 1753[…], Берлин) — немецкий архитектор на службе у короля Пруссии Фридриха II Великого. Его основные работы — расширение дворцов: Рейнсбергского, Монбижу и Шарлоттенбургского, строительство оперного театра на Унтер-ден-Линден и дворца Сан-Суси. Представитель оригинального стиля фридерицианского рококо.

## Биография

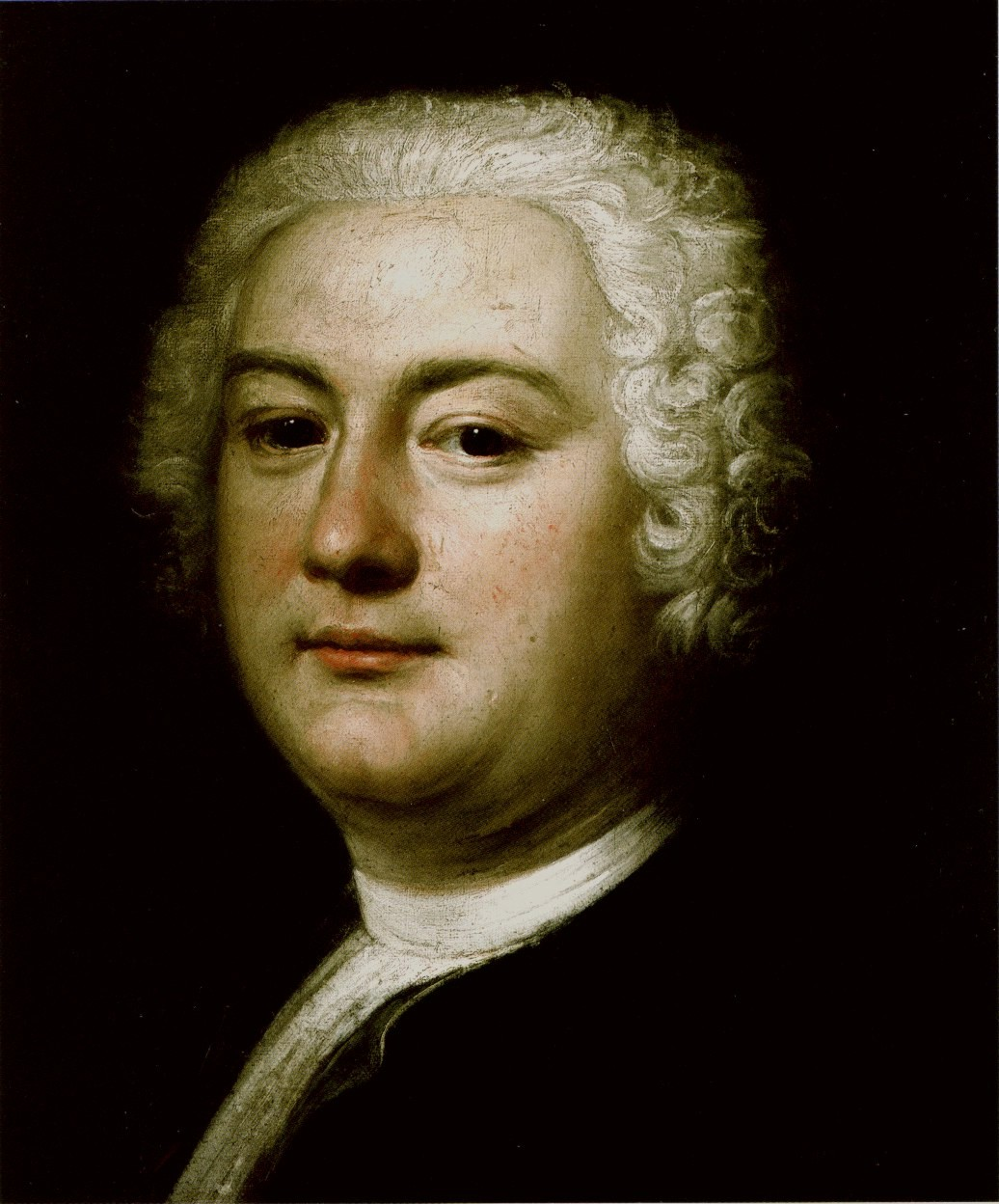
А. Маниок. Портрет Г. В. фон Кнобельсдорфа. 1732

Георг Венцеслаус фон Кнобельсдорф родился в семье силезских дворян в поместье Кукедель близ Кроссен-на-Одере (после 1945 года: Кросно-Оджаньске, Польша). В семье Георга Сигизмунда фон Кнобельсдорфа и Урсулы Барбары фон Хаугвиц было пять сыновей и три дочери. После ранней смерти отца Георг Венцеслаус рос со своим крёстным, главным лесным мастером Георгом фон Кнобельсдорфом. По семейной традиции Георг Венцеслаус начал свою карьеру в прусской армии. В шестнадцатилетнем возрасте был участником кампании против шведского короля Карла XII в Северной войне. Оставил военную службу по состоянию здоровья возрасте двадцати девяти лет.
Своё профессиональное будущее он видел в живописи. Учился различным техникам рисования у прусского придворного художника Антуана Пэна, с которым остался дружным на всю жизнь. Он получил также знания по геометрии и анатомии. Архитектуре обучался самостоятельно. Образцами для подражания стали для него постройки английских палладианцев: Иниго Джонса и Уильяма Кента.
Король Фридрих Вильгельм I узнал способностях Кнобельсдорфа и в 1732 году делегировал его в окружение своего сына, наследного принца Фридриха, позднее короля Фридриха II Великого. Наследный принц принял полк в гарнизонном городке Нойруппин. Кнобельсдорф стал его собеседником и советником по вопросам искусства и архитектуры. Плодом их совместного планирования стал сад Амальтеи и небольшой храм Аполлона типа моноптера — первое здание такого типа на европейском континенте.
В 1736—1737 годах Кнобельсдорф при содействии наследного принца совершил учебную поездку в Италию. Посетил Рим, Неаполь, Флоренцию и Венецию. Свои впечатления художник фиксировал в путевом альбоме: более сотни набросков карандашом и этюдов акварелью. Осенью 1740 года, вскоре после коронации Фридрих отправил его в новую учебную поездку, в Париж, где он увидел работу архитектора Клода Перро — восточный фасад Луврского дворца («Колоннаду Лувра»). В живописи его внимание привлекли картины Антуана Ватто, Никола Пуссена, Ж.-Б. С. Шардена. На обратном пути через Фландрию он увидел картины А. Ван Дейка и П. Рубенса.
По рекомендации короля Фридриха, который сам был масоном и возглавлял ложу в Пруссии, Кнобельсдорф в 1739 году в замке Райнсберг был принят в «Королевскую ложу, или Ложу премьер» (Loge du Roi oder Loge première), первую прусскую масонскую ложу.
Поскольку Фридрих знал качества Кнобельсдорфа и многого от него ожидал, он сразу же завалил его работой, но также наградил титулами и почестями. В 1741 году он подарил ему дом на Лейпцигер-штрассе в качестве его официальной резиденции. Архитектору было поручено руководство всеми королевскими постройками, кроме того, до 1742 года он был ответственным за постановку пьес и музыкальных представлений Дворцового театра. В дополнение к работе архитектора ему приходилось организовывать празднества с фейерверками в саду дворца Шарлоттенбург, делать эскизы оперных декораций и ухаживать за королевскими конюшнями. Кнобельсдорф обычно предоставлял только эскизы плана и чертежи фасадов здания, оставляя выполнение работ опытным строителям и техническим специалистам, но справлялся не всегда, а король был нетерпелив. В апреле 1746 года в ходе строительства дворца Сан-Суси он неожиданно подал в отставку по состоянию здоровья.
В 1753 году давняя болезнь печени Кнобельсдорфа стала более заметной. Поездка на бельгийский водный курорт не принесла улучшений. 7 сентября 1753 года, всего за несколько дней до своей смерти, Кнобельсдорф написал королю «во время перерыва в моей боли». Он поблагодарил его «за всю доброту и все добрые дела, которыми Ваше Величество одарило меня в течение моей жизни». При этом он попросил его признать двух его дочерей законными наследниками. Это было проблематично, потому что девушки вышли из неподходящих отношений. Давний холостяк Кнобельсдорф в 1746 году вступил в семейные отношения с «буржуазной» Софи Шарлоттой Шене, дочерью шарлоттенбургского дворника Шене, что вызвало недовольство в придворном обществе. Фридрих II выполнил просьбу неизлечимо больного человека, но с ограничением, что дворянский титул не должен передаваться по наследству.
Кнобельсдорф умер после затяжной болезни на 54-м году жизни 16 сентября 1753 года. Погребение произошло в крипте Немецкого собора на Жандарменмаркт. Четыре года спустя рядом с ним был похоронен его друг Антуан Пэн. Когда церковь была перестроена в 1881 году, останки были перенесены на одно из кладбищ на Халлешес Тор в Берлин-Кройцберге. Могила была разрушена во время бомбардировок Второй мировой войны (по иной версии утеряна ранее). В наше время о художнике напоминает только кенотаф у входа на кладбище на Цоссенерштрассе.

## Творческая деятельность
Наследный принц Фридрих и Кнобельсдорф совместно разработали первые идеи обширной строительной программы, которая должна была быть реализована после вступления наследного принца на престол в 1740 году. В том же году Кнобельсдорф был назначен Главным хранителем королевских дворцов и парков. Первые строительные работы Кнобельсдорф осуществил в замке и парке резиденции Райнсберг (город в федеральной земле Бранденбург).
В Берлине король намеревался построить новый городской дворец, который выдерживал бы сравнение с великолепными резиденциями в крупных европейских державах. Кнобельсдорф спроектировал «Фридерицианский форум» (Forum Fridericianum) — обширный комплекс парадных площадей и зданий с внутренними дворами и полуциркульными колоннадами (циркумференциями) к северу от главной улицы столицы Унтер-ден-Линден, перед которым должна была находиться просторная площадь с двумя отдельно стоящими зданиями — Оперным театром (Opernhaus) и Бальным (игровым) домом (Ball(spiel)haus). Строительство завершалось между 1775 и 1786 годами. Удалось построить только здание театра. В качестве прототипов фасада здания Оперного театра (позднее: Берлинская государственная опера) архитектор избрал постройки Андреа Палладио: Вилла Ротонда, Вилла Фоскари (Мальконтента, 1558—1560) и несколько зданий английского палладианца Колина Кэмпбелла, в том числе Хоутон-холл в Норфолке (1721—1725), представленных в гравюрах издания «Британский Витрувий» (Vitruvius Britannicus vol. 3, 1725). Наименования: «Forum Friedrichs», «Friedrichsforum» и «Forum Fridericianum» остались лишь в истории архитектуры и не нашли своего продолжения. Однако здание Берлинской оперы вошло во многие учебники архитектуры.
Дворец Монбижу, созданный в виде одноэтажного павильона с садами на берегу Шпрее, был летней королевской резиденцией, а с 1740 года — резиденцией вдовы королевы Пруссии Софии Доротеи, матери Фридриха Великого. Павильон, в котором было всего пять комнат и галерея, вскоре оказался слишком маленьким для представительной королевы. Под руководством Кнобельсдорфа здание было расширено в два этапа между 1738 и 1742 годами, чтобы сформировать обширный симметричный комплекс с боковыми крыльями и малыми павильонами. Яркие поверхности, позолота, орнаменты и скульптуры должны украсить здание. Дворец был полностью разрушен в 1945 году.
13 января 1745 года Фридрих Великий распорядился построить «Лустхаус» (нем. Lusthaus — Увеселительный дом) в Потсдаме близ Берлина и вручил Кнобельсдорфу эскиз для исполнения. Согласно разработанному проекту, было возведено одноэтажное здание удлинённого плана на террасах виноградников на южном склоне холма на северо-западе Потсдама. Центральный павильон («Мраморный зал») имел перекрытый низким куполом полукруглый выступ. За реализацию проекта отвечали руководитель строительства Фридрих Вильгельм Дитерихс и мастер-строитель Ян Боуман. 1 мая 1747 года был открыт дворец Сан-Суси (фр. Sans souci — Без забот). Французское название свидетельствовало о пиетете прусского короля к французской культуре. Король также называл свой летний дворец «Мой виноградник» (Mein Weinberghäuschen). Фридрих Великий жил там с мая по сентябрь, а зимние месяцы проводил в Потсдамском городском дворце.
Свидетельством широкого диапазона художественного таланта Кнобельсдорфа являются его проекты декоративных садовых ваз, зеркальных рам, мебели, орнаментальной лепнины и карет. Орнамент был важной составляющей европейского стиля рококо. При декорировании интерьеров дворцов Потсдама использовались гравюры по рисункам французских художников-орнаменталистов, выдающихся мастеров рокайля и гротеска, таких как Антуан Ватто, Жюст-Орель Мейссонье и Жак де Лажу. На Кнобельсдорфа, очевидно, особенно повлияли мотивы орнаментальных рисунков Ватто, которые он перенял и разнообразил для зеркальных рам, десюдепортов дворцовых интерьеров.
Как архитектор, Кнобельсдорф находился под сильным влиянием проектов, построек и теоретических работ Андреа Палладио. Кнобельсдорф чувствовал себя обязанным соблюдать палладианский архитектурный язык во всех своих зданиях, по крайней мере, в том, что касалось внешней формы. Однако он не просто копировал палладианские прототипы и мотивы, но компоновал их на свой лад (после его смерти в Берлине и Потсдаме были обнаружены сборники чертежей, созданных на основе известных палладианских построек). Кнобельсдорф стал представителем прусского классицизма, который полностью сформировался только в конце XVIII века и достиг своего апогея в начале XIX века благодаря творчеству Карла Фридриха Шинкеля. С другой стороны, в некоторых деталях фасадов и, главным образом, в отделке интерьеров дворцов и малых садово-парковых сооружений, Кнобельсдорф следовал актуальному в его время французскому стилю рококо, по-своему его интерпретируя, и создал оригинальное прусское, или «фридерицианское рококо».

## Коллекция произведений искусства
Кнобельсдорф был преданным коллекционером произведений искусства, факт, который был неизвестен до недавнего времени, когда были обнаружены старые инвентарные списки. Однако источники формирования и история коллекции остаются неясными. Он оставил своему другу, подполковнику и, с 1747 года, попечителю Королевской академии наук Петеру Карлу Христофу фон Кейту обширную коллекцию картин, рисунков и гравюр художников XVIII века. При оценке коллекции насчитали 368 картин на сумму около 5400 рейхсталеров и более 1000 графических листов для 400 рейхсталеров.

## Основные постройки

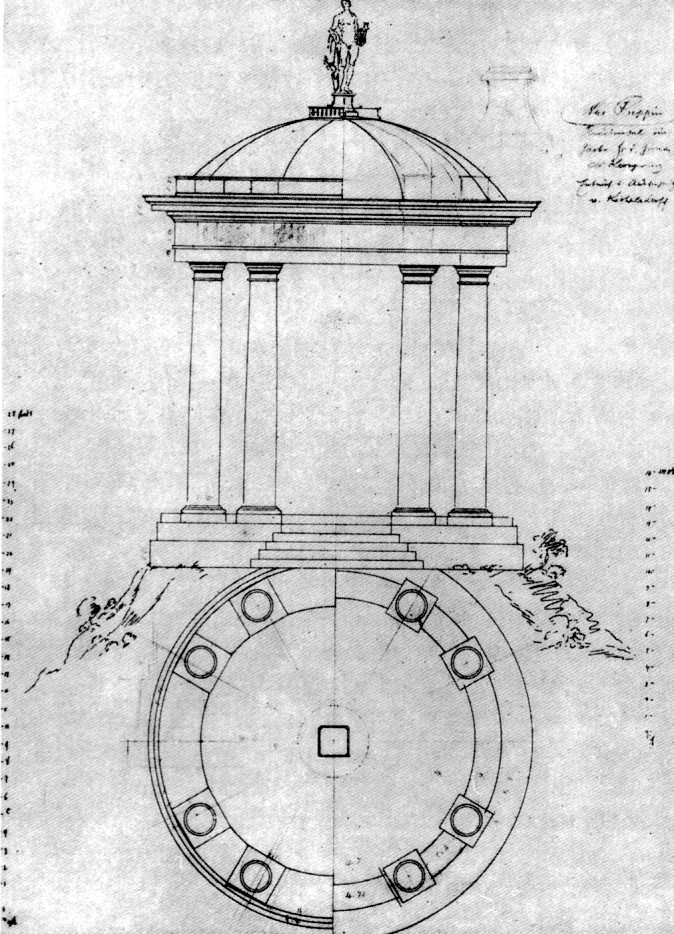
Храм Аполлона. Сад Амальтеи. Нойруппин. Проект. 1734
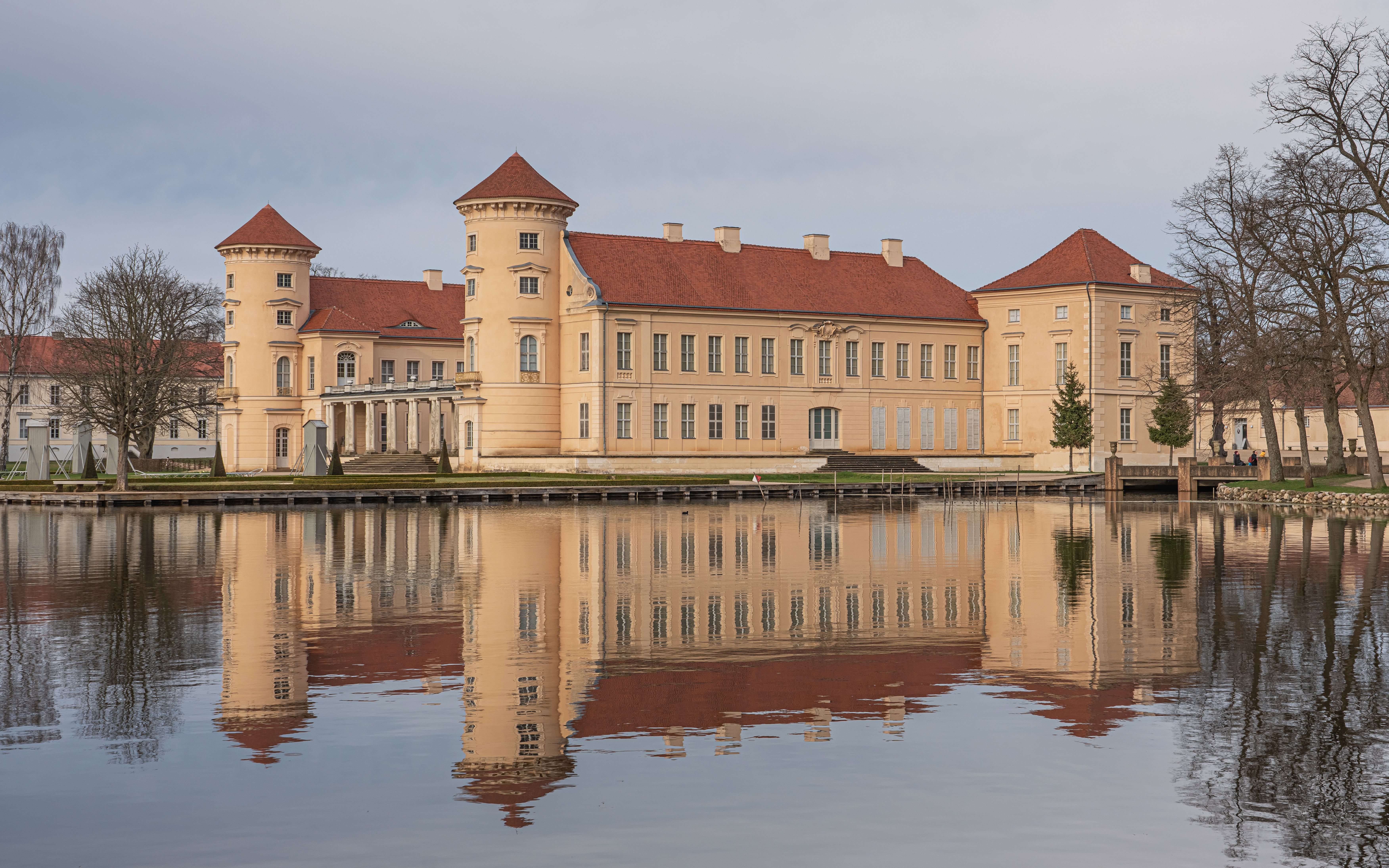
Замок Райнсберг. 1737—1740
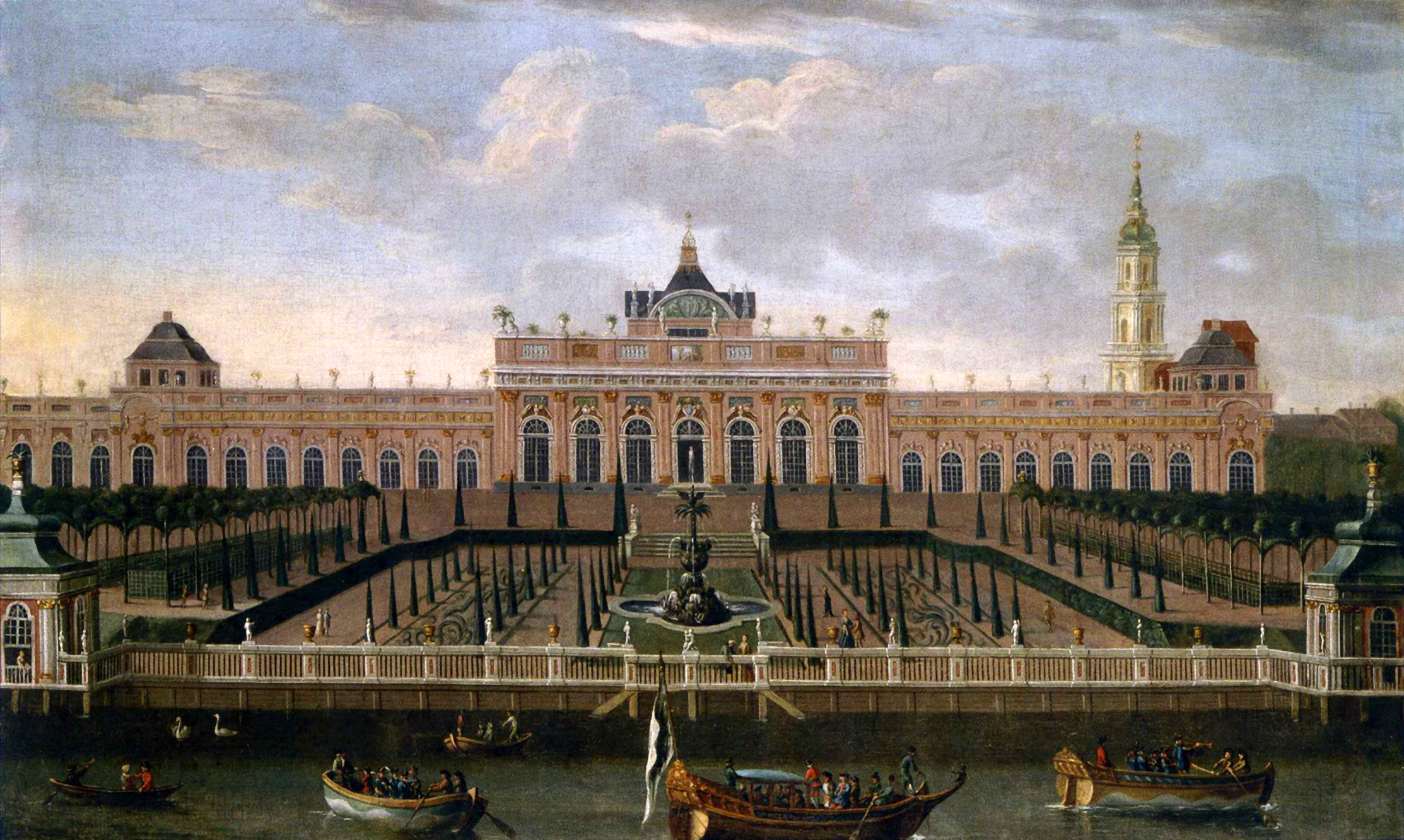
Д. Деген. Дворец Монбижу (1738—1742; не сохранился) и церковь Св. Софии. 1739. Холст, масло
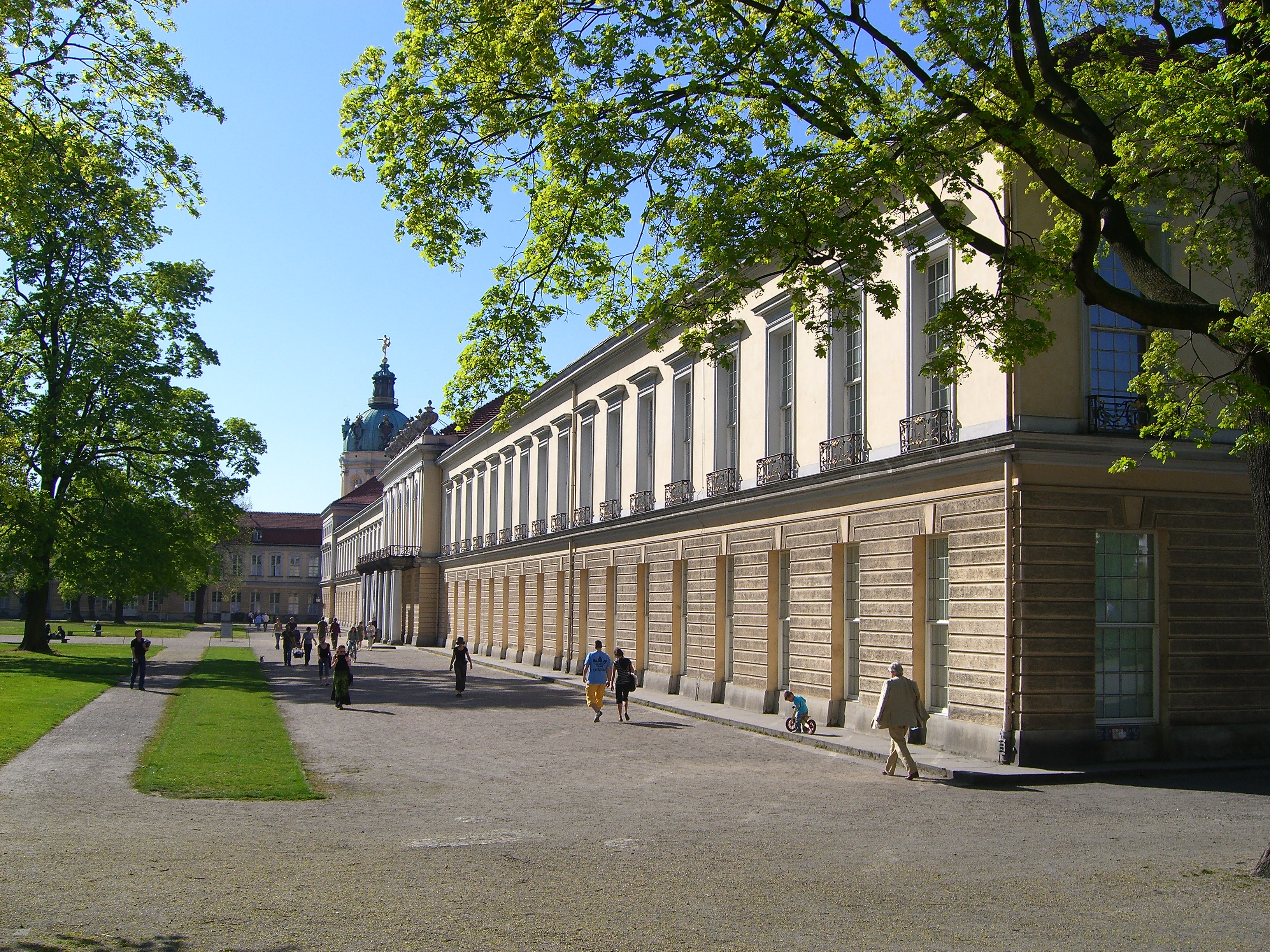
Дворец Шарлоттенбург. Новый флигель. 1740—1743
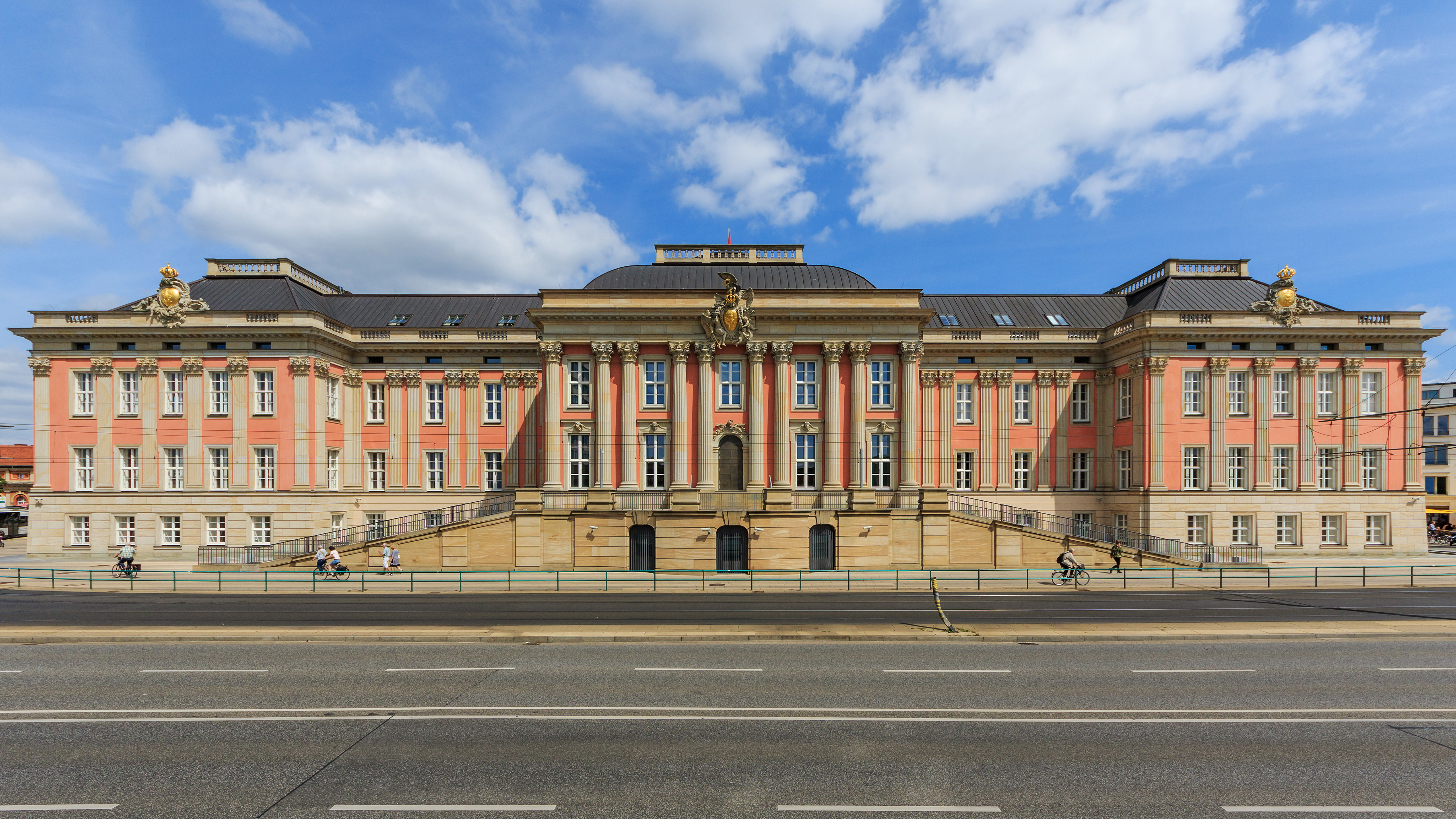
Городской дворец (Stadtschloss) в Потсдаме. 1744—1752
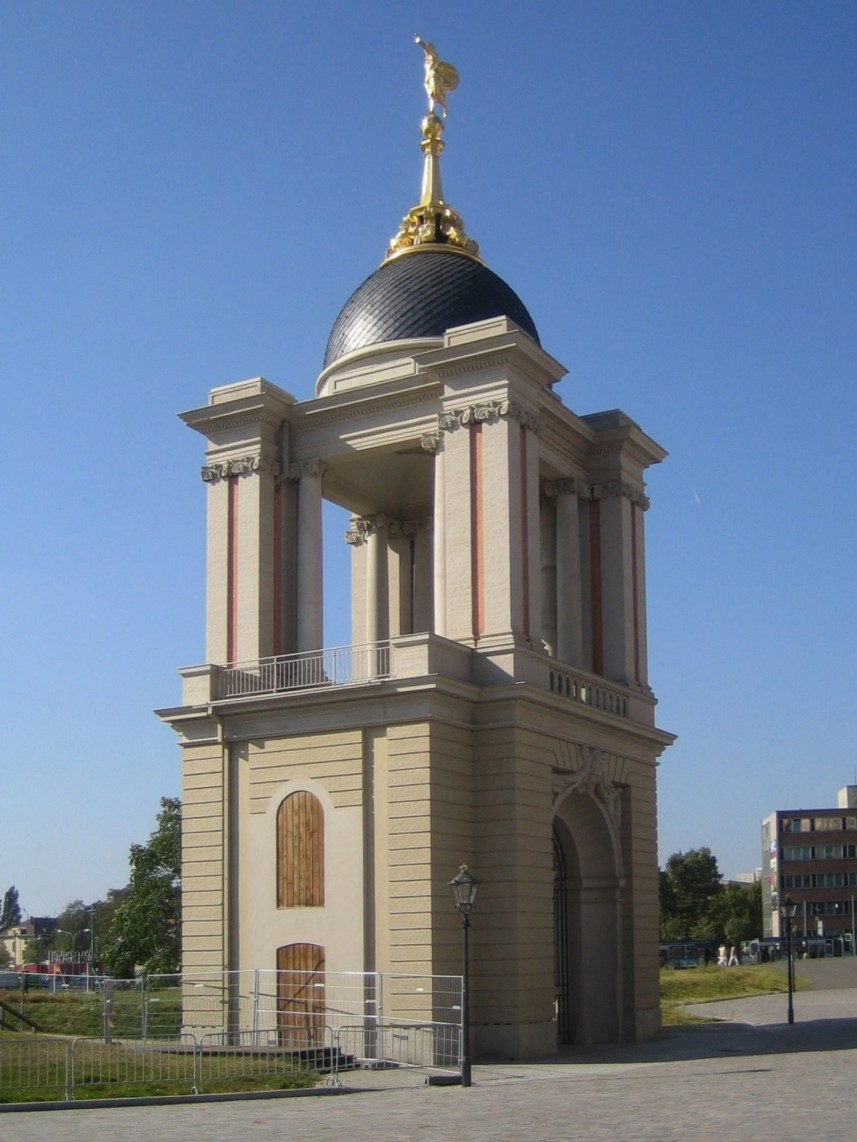
«Портал Фортуны» (Fortunaportal). Потсдам. Реконструкция 2006 г.
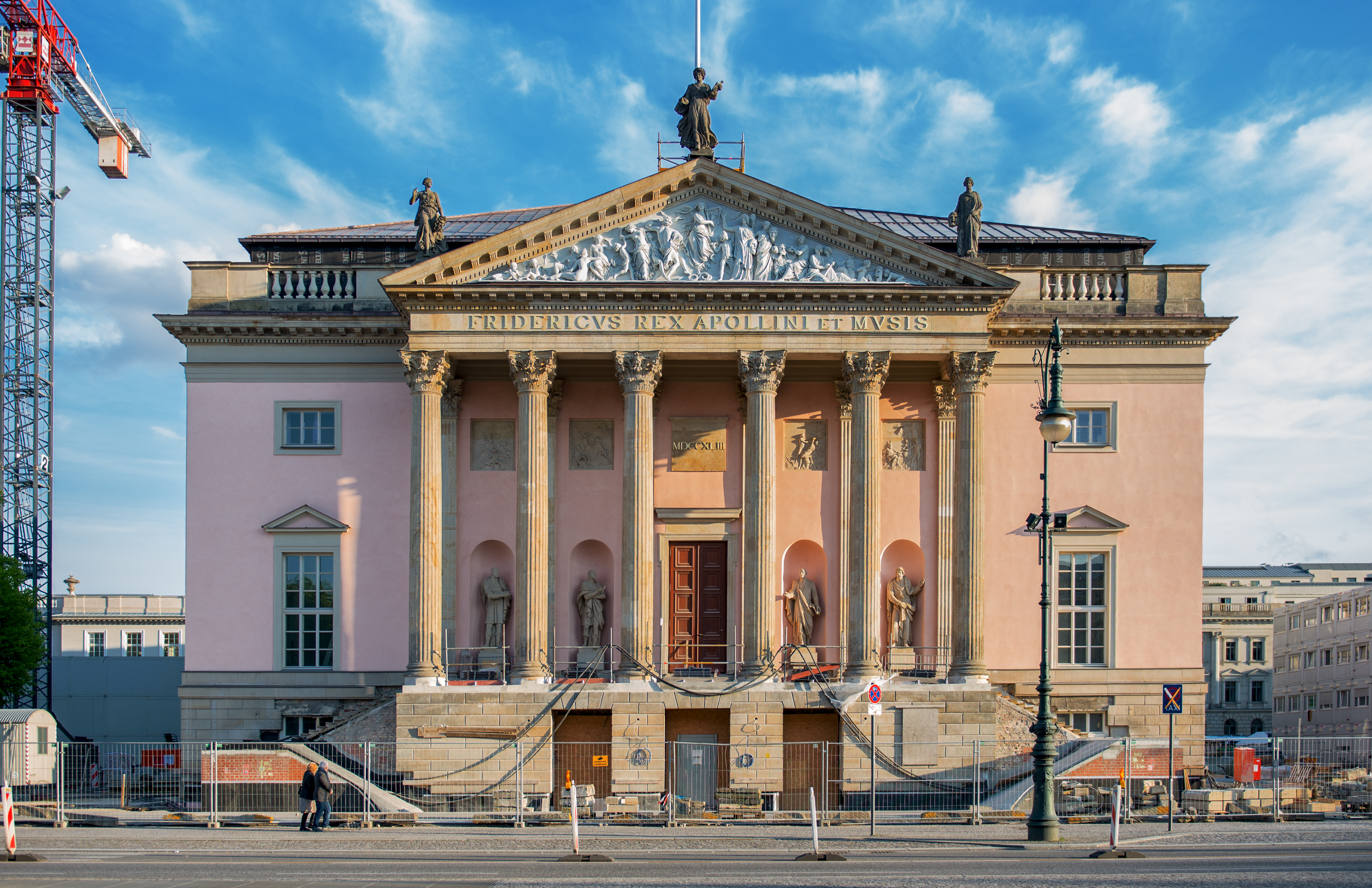
Оперный театр на Унтер-ден-Линден. Берлин. 1738—1742
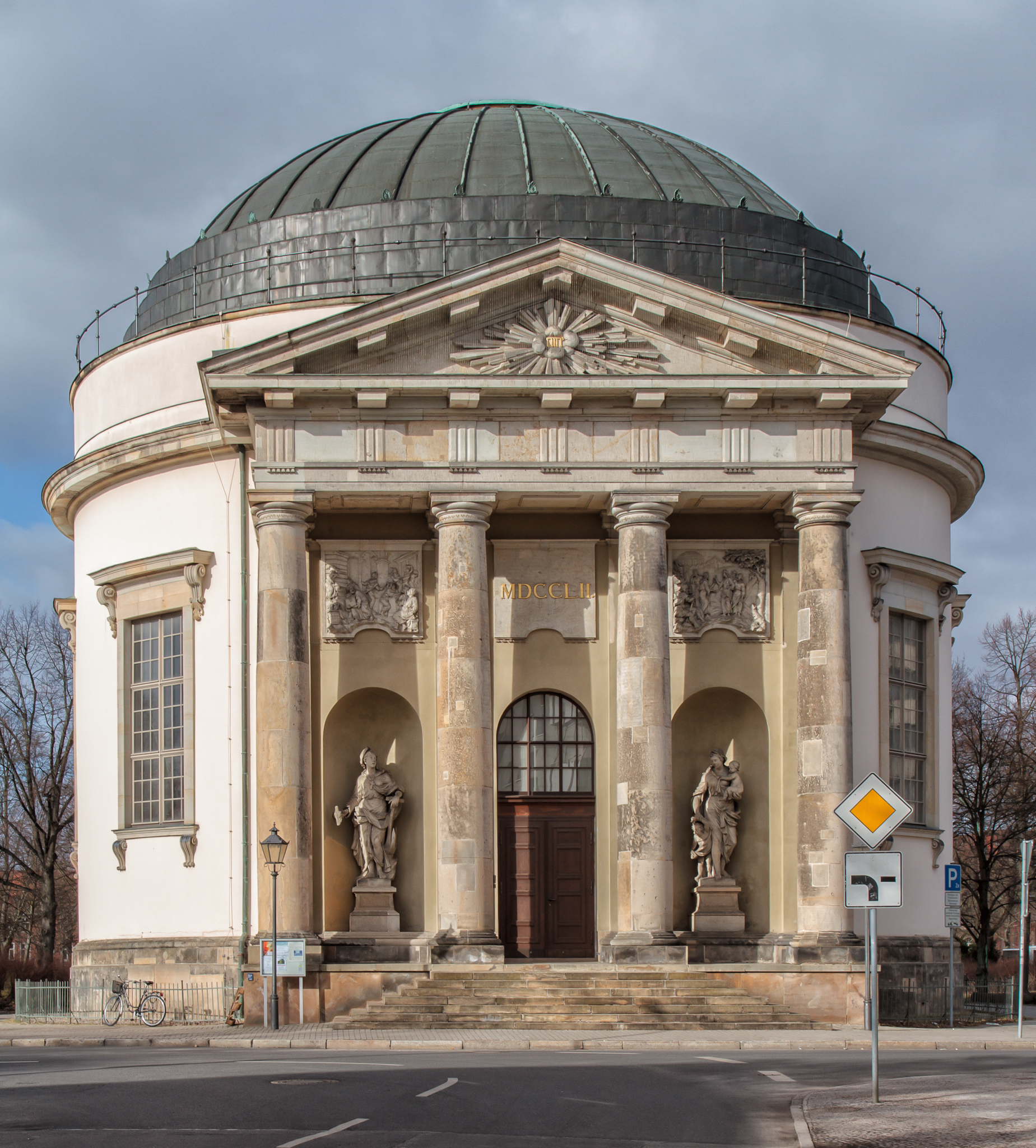
Французская церковь в Потсдаме. 1752
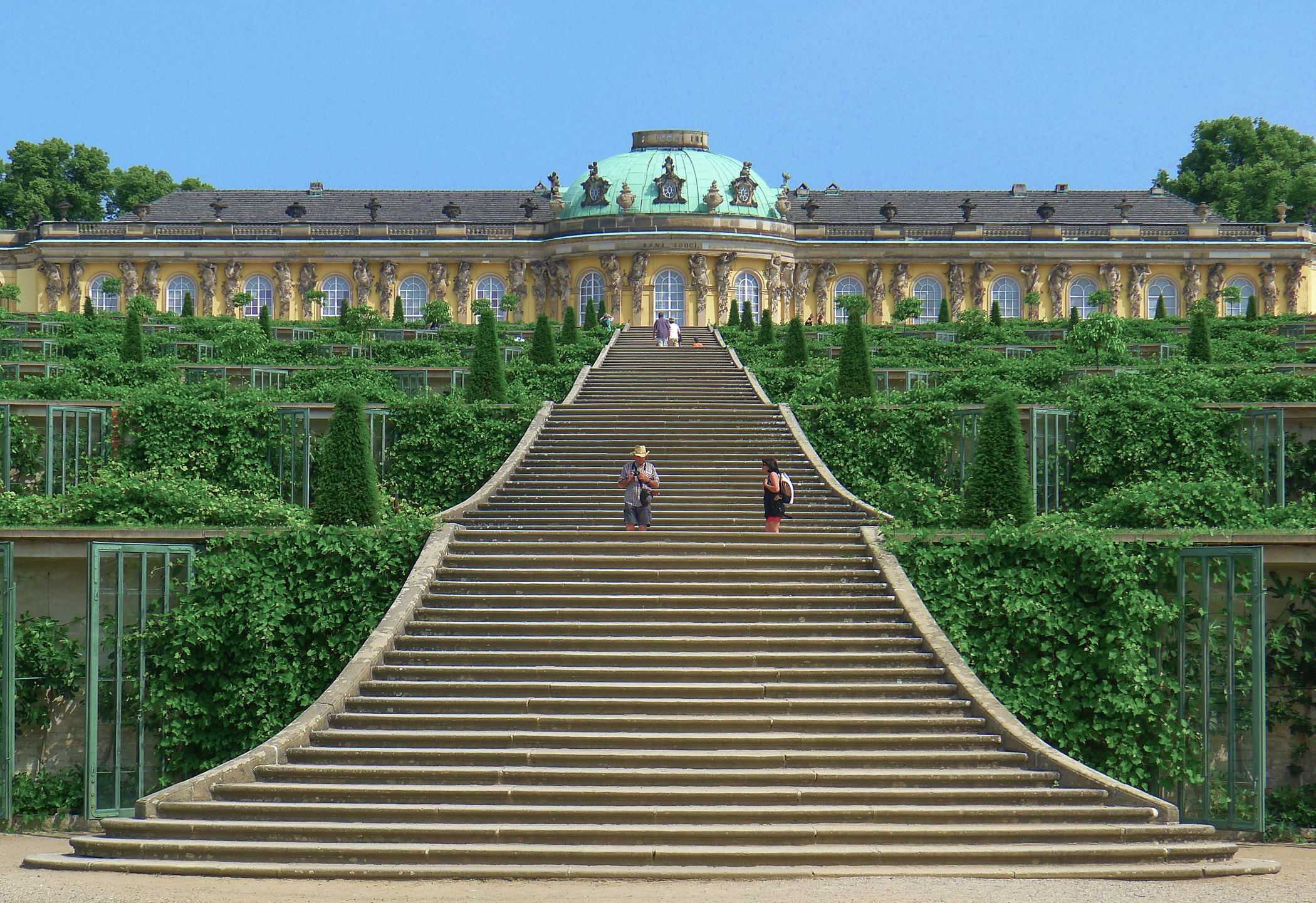
Дворец Сан-Суси. Потсдам
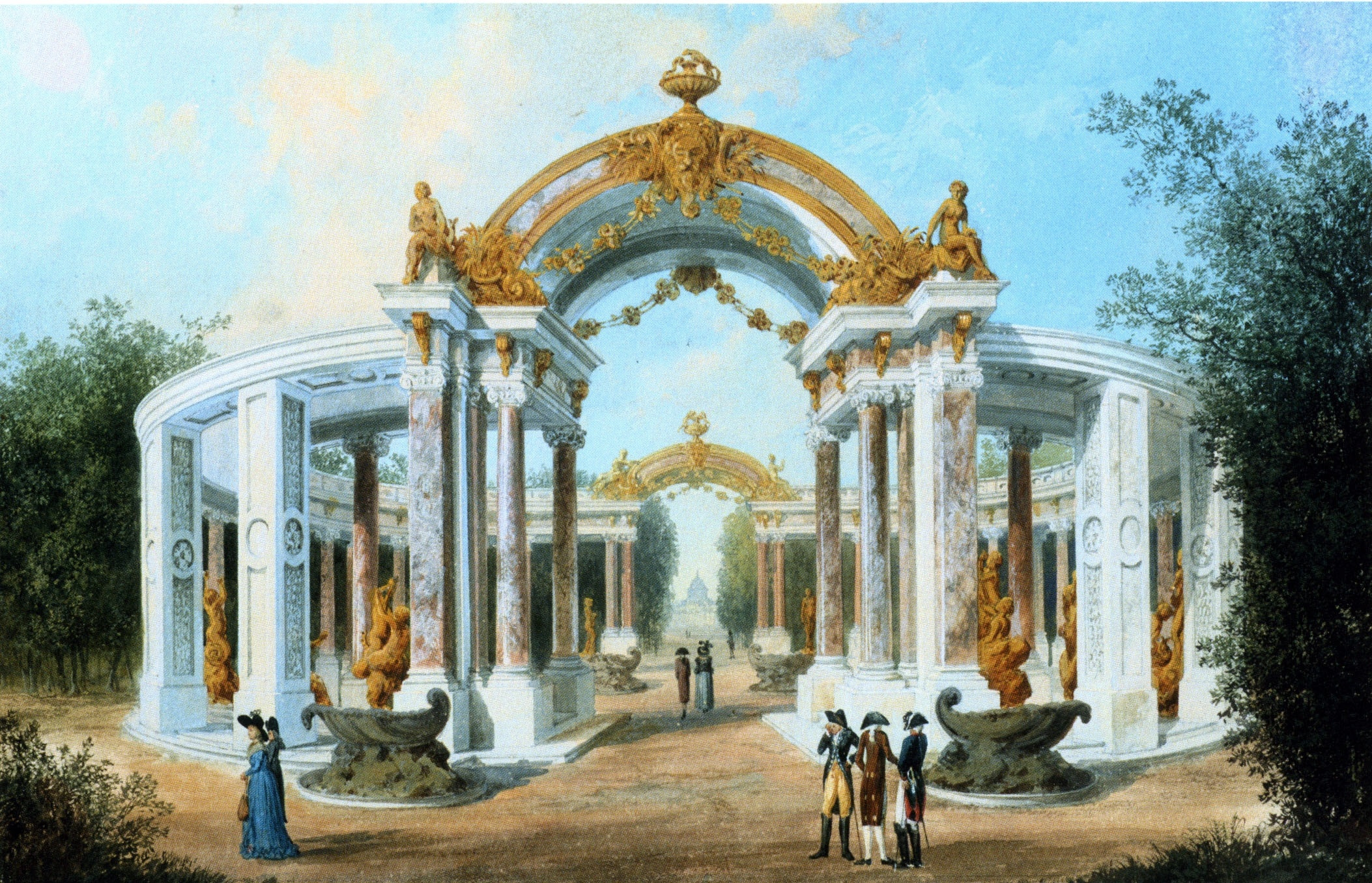
Колоннада Оленьего сада в парке Сан-Суси. Акварель И. Ф. Нагеля. Ок. 1792
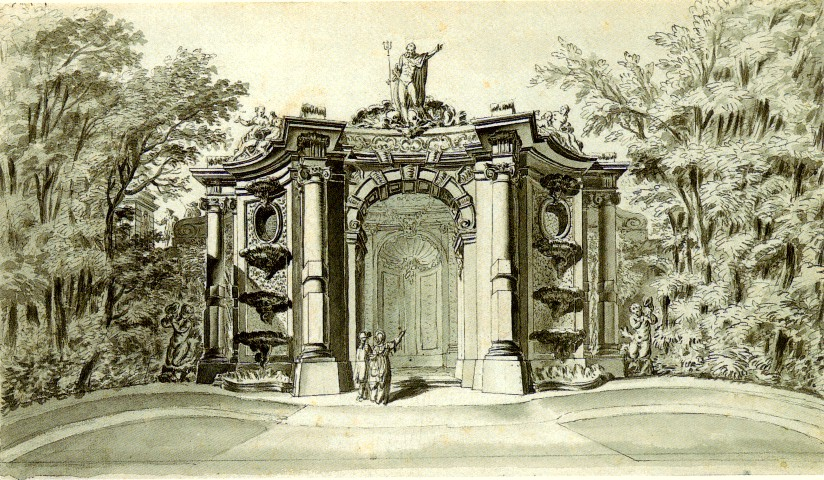
Грот Нептуна в парке Сан-Суси. 1751